# Cloaking
Cloaking (en español "encubrimiento") es un término inglés para denominar ciertas técnicas de posicionamiento web con el fin de engañar a los motores de búsqueda y mejorar la posición en los resultados. 

## Características
Esta técnica consiste en mostrar contenido diferente al usuario y al bot que rastrea el sitio web, con el objetivo de manipular lo que éste indexa. El "cloaking" es una técnica penalizada por los motores de búsqueda de la web. Algunos buscadores, como Google, ofrecen la posibilidad a los usuarios de denunciar cualquier web que haga uso de dichas técnicas. Otros trucos fraudulentos que se utilizan para mejorar el posicionamiento de las páginas, son las páginas doorway, el texto oculto, las páginas duplicadas, enlaces ocultos, el spam en weblogs y libros de firmas, el abuso de palabras clave y la compra y venta de enlaces.